# Bilancio idrico
In un sistema di distribuzione idrica per bilancio idrico si intende il processo di valutazione di tutte le componenti in ingresso ed in uscita del sistema al fine di determinare l'utilizzazione della risorsa e la valutazione delle perdite idriche.

## Il DM 99/97
In Italia il concetto di bilancio idrico è stato introdotto con il Decreto del Ministero dei lavori pubblici dell'8 gennaio 1997 n.99.
Tale Decreto introduce l'obbligo da parte dei gestori del Servizio Idrico Integrato di eseguire sulla rete di competenza la valutazione annuale delle perdite idriche, attraverso la misurazione e la valutazione di una serie di indicatori, e di comunicare al Ministero dei lavori pubblici gli esiti di tale valutazione.
La valutazione del bilancio idrico deve essere eseguita sia sugli impianti di acquedotto dalle opere di captazione all'utenza, sia sulle opere di fognatura dall'utenza al recapito finale del depuratore.
Sulla base dei risultati della valutazione del bilancio idrico il gestore è obbligato a mettere in atto campagne di ricerca perdite mirate.

## Il bilancio idrico secondo lo schema IWA
In sede internazionale la International Water Association (IWA) propone un sistema pratico di valutazione del bilancio idrico per le reti di acquedotto che tenga conto delle molteplici componenti d'utilizzo dell'acqua per determinare in modo corretto le perdite idriche e finalizzare la ricerca perdite.
Infatti quasi mai le perdite sono la semplice differenza tra l'acqua immessa in rete meno l'acqua fatturata agli utenti.
| Volume immesso in rete | Consumi autorizzati | Consumi autorizzati fatturati     | Consumo fatturato misurato                      | Acqua fatturata     |
| Volume immesso in rete | Consumi autorizzati | Consumi autorizzati fatturati     | Consumo fatturato non misurato                  | Acqua fatturata     |
| Volume immesso in rete | Consumi autorizzati | Consumi autorizzati non fatturati | Consumo non fatturato misurato                  | Acqua non fatturata |
| Volume immesso in rete | Consumi autorizzati | Consumi autorizzati non fatturati | Consumo non fatturato non misurato              | Acqua non fatturata |
| Volume immesso in rete | Perdite idriche     | Perdite apparenti                 | Consumo non autorizzato                         | Acqua non fatturata |
| Volume immesso in rete | Perdite idriche     | Perdite apparenti                 | Imprecisione dei contatori clienti              | Acqua non fatturata |
| Volume immesso in rete | Perdite idriche     | Perdite reali                     | Perdite nella rete di trasporto e distribuzione | Acqua non fatturata |
| Volume immesso in rete | Perdite idriche     | Perdite reali                     | Perdite e sfiori dai serbatoi                   | Acqua non fatturata |
| Volume immesso in rete | Perdite idriche     | Perdite reali                     | Perdite dalle prese di utenza fino ai contatori | Acqua non fatturata |

Bilancio idrico secondo lo schema IWA